# العائد (فلم)
ذا ريفينانت (بالإنجليزية: The Revenant)؛ وتعني بالعربية «العائد»، هو فيلم ويسترن وإثارة أمريكي من إخراج أليخاندرو غونزاليز إيناريتو، تدور أحداثه في عام 1823 ومستوحاة من حياة صياد الفراء ساكن الحدود هيو غلاس. النص من كتابة مارك إل سميث وإيناريتو، ومقتبس جزئيا من رواية بنفس الاسم لمايكل بنك. الفيلم من بطولة ليوناردو دي كابريو وتوم هاردي وويل بولتر ودومينال غليسون.
عُرض الفيلم لأول مرة في المسرح الصيني TLC في لوس أنجلوس 16 ديسمبر، 2015 وصدر بشكل محدود في 25 ديسمبر، 2015 ثم تبعه الإصدار الواسع في 8 يناير، 2016. تلقى الفيلم مراجعات إيجابية من النقاد، وبالأخص أداء دي كابريو وهاردي وإخراج إيناريتو وتصوير لوبزكي. ترشح الفيلم لـ 12 جائزة الأوسكار، فاز بثلاثة منها هي: أفضل تصوير سينمائي للوبزكي، وأفضل مخرج لأليخاندرو، وأفضل ممثل لليوناردو دي كابريو

## القصة

### ملخص القصة
تدور أحداث الفيلم عام 1823 حول صائد جلود الحيوانات هيو غلاس (دي كابريو) الذي يتعرض لهجوم من قِبل دب رمادي خلال هروبه هو ورفاقه من مطاردة قبيلة هندية. يقوم أحد رفاقه بنهبه وقتل ابنه وتركه ليموت وحيدا في الغابة، إلا أنه ينجو ويمضي في رحلة طولها 320 كم للانتقام من الرجل الذي خانه (هاردي) وقتل إبنه.

### القصة كاملة
في أواخر عام 1823 يرشد هيو غلاس (ليوناردو دي كابريو) أندرو هنري من خلال أراضٍ غير منظمة ويقعوا حينها في فخ. بينما يصطاد هو وابنه هوك (والدته باونية)، يتعرضا في معسكرهم ومعهم 11 شخص لهجوم من قبل قبيلة أريكارا. يسترشد الناجون من الهجوم بهيو غلاس، ويذهبون سيراً على الأقدام إلى فورت كيوا، حيث يعتقدون أن السفر من النهر سيجعلهم عرضة للخطر. بعد الهرب ينزل الناجون على شاطئ بقرب النهر.
أثناء المطاردة يتعرض «جلاس» للهجوم من قبل دب رمادي ويتركه الدب على أبواب الموت. يقول الصياد جون فيتزجيرالد للمجموعة بوجوب قتل غلاس ليستطيعوا إكمال الرحلة ورحمة له. يوافق هنري وعندما يريد قتله يتراجع ويقول أنه غير قادر على سحب الزناد. بدلاً من ذلك يقدم المال لأي شخص يريد البقاء مع غلاس ويدفنه بعد وفاته. يبقى «هوك» مع والده ويتطوع «جيم بريدجر» الصغير بالبقاء معه دون مال ويوافق فيتزجيرالد على البقاء مقابل المال.
بعد أن يغادروا يحاول فيتزجيرالد قتل غلاس من خلال إخناقه ولكنه يراه إبنه هوك وتحصل مشاجرة بينهما ويقوم فيتزجيرالد بطعنه حتى الموت أمام والده غلاس وهو يراقب بلا حول ولا قوة. في صباح اليوم التالي يقنع فيتزجيرالد بريدجر أن قبيلة أريكارا ويخبره أن غلاس مات وهوك اختفى ويجب عليهم التخلي عن غلاس وهوك بسبب اقتراب القبيلة. بعد مغادرتهم يعترف فيتزجيرالد بأنه كذب. على الرغم من ذنبه، إلا أنه يقبل بريدجر يتواطأ مع فيتزجيرالد في الكذبة.
يبدأ غلاس رحلة شاقة عبر البرية. وهو يقوم بإجراء جراحة ذاتية خاوية ويمتنع عن السعي وراء أريكارا الذين يبحثون عن ابنة الرئيس المخطوفة واسمها بواكوا. يلتقي غلاس بباوني هيكوك والذي يقول إن «الانتقام في أيدي الخالق». يشتركا معاً في لحم البيسون ويسافرا معاً. بعد تجربة علاج من قبل باوني، ينام في خيمة صغيرة، وعندما يفيق يكتشف أنه تم شنق باوني على شجرة من قبل صيادين فرنسيين. يتسلل غلاس إلى معسكرهم ويرى الزعيم يغتصب فتاة. فيتغلب غلاس على الزعيم ويحرر الفتاة، ويقتل صائدين، ويستعيد حصان باوني، ويترك خيمته خلفه. في صباح اليوم التالي يتم نصب كمين لغلاس من قبل قبيلة أريكارا ويحاول الهرب منهم ويتم تبادل إطلاق النار ويقود حصانه للهرب إلى جبل ثاني فيقع من ارتفاع عالي على شجرة في وادي. ينجو من الوقعة ويختبئ داخل الحصان من العاصفة الثلجية بإزاحة وذلك بإخراج أمعائه.
أحد الناجين الفرنسيين يذهب إلى «فورت كيوا» ويخبرهم أن غلاس حي وبعترف «بريدجر» بقصة جلاس. ويقول أنهم تخلوا عنه اعتقادًا بأنه مسروق، ينظم هنري حملة بحث عنه، بينما يهرب فيتزجيرالد، بعدما أدرك أن غلاس على قيد الحياة ويفرغ خزانته. يجد فريق البحث غلاس مُنهَك. يغضب هنري ويأمر بالقبض على بريدجر. ويبدأ غلاس وهنري بمطاردة فيتزجيرالد.
بعد انفصال الاثنين، يقع هنري في كمين ويقتله فيتزجيرالد. يستخدم غلاس جثة هنري ليضعها على حصانه كحركة تمويه، فيقوم فيتزجير بإطلاق النار على هنري في ذراعه ويظن أنه هكذا قتل غلاس، لكن يفاجؤه بالكمين ويلاحقه إلى ضفة النهر وينخرط هناك في معركة وحشية. غلاس على وشك قتل فيتزجيرالد، ولكن تأتي عصابة من أريكارا عند المصب. يتذكر غلاس كلمات هيكوك عندما قال: «الانتقام في يدي الله»، ويدفع فيتزجيرالد في اتجاه مصب في أيدي أريكارا. يقوم الأريكارا بقتل فرتزجيرالد ويجتنبوا غلاس. يكون غلاس قد أُصيب بجروح بالغة فيذهب إلى الجبال وتزوره روح زوجته.

## طاقم التمثيل
- ليوناردو دي كابريو بدور هيو غلاس.
- توم هاردي بدور جون فيتزجيرالد.
- دومينال غليسون بدور الكابتن أندرو هنري.
- ويل بولتر بدور جيم بريدجير.
- فوريست غودلاك بدور هوك، ابن هيو غلاس.
- لوكاس هاس بدور جونز.
- براد كارتر بدور جوني.
- بول أندرسون في دور أندرسون.
- كريستوفر جونير في دور مورفي.
- دوان هوارد في دور إلك دوج.
- ملاو ناكيكو بدور باوكا.
- آرثر ريد بدور لاود بدور هيكوك.
- لوكاس هاس في دور جونز.
- بريندان فليتشر في دور فريمان.
- توم جويري في دور بيلي براذر ترابر.
- غريس دوف بدور زوجة هيو جلاس.

## الإنتاج

### تطوير وتمويل الفيلم
بدأ تطوير ذا ريفانينت في أغسطس 2001، مع حصول المنتج أكيفا جولدسمان على حقوق مخطوطة مايكل بنك التي لم تُنشر بعد، كتب ديفيد راب سيناريو الفيلم. تم اختيار بارك تشان ووك مع صامويل جاكسون للإنتاج، لكن غادر بارك المشروع لاحقًا، ومنها توقف تطوير الفيلم حتى عام 2010، عندما كتب مارك سميث تعديلًا جديدًا لرواية محتوى مجهول (بالإنجليزية: Anonymous Content) للكاتب ستيف غولين. في مايو 2010، كشف سميث أن جون هيلكوات كان مرتبطًا بإخراج الفيلم وأن هناك مفاوضات مع كريستيان بيل للإنضمام لطاقم تمثيل الفيلم، ومع ذلك، غادر هيلكوات المشروع في أكتوبر 2010، وتم وضع جان فرانسوا ريشيه ليحل محله، لكن جاء أليخاندرو غونزاليز إيناريتو في أغسطس 2011 ووقع حينها لإخراج الفيلم. كما تم التأكيد على الإنتاج من قبل شركة جولدسمان مع شركة ويد رود بيكتشرز. في نوفمبر، انضمت شركة نيو ريجنسي بروداكشنز لإنتاج رواية ستيف غولين، وتم التأكيد على أن شركة توينتيث سينشوري فوكس ستقوم بتوزيع الفيلم. بعد أيام، صرح المخرج أليخاندرو أنه كان يبحث عن ليوناردو دي كابريو وشون بن للقيام بأدوار البطولة في الفيلم.

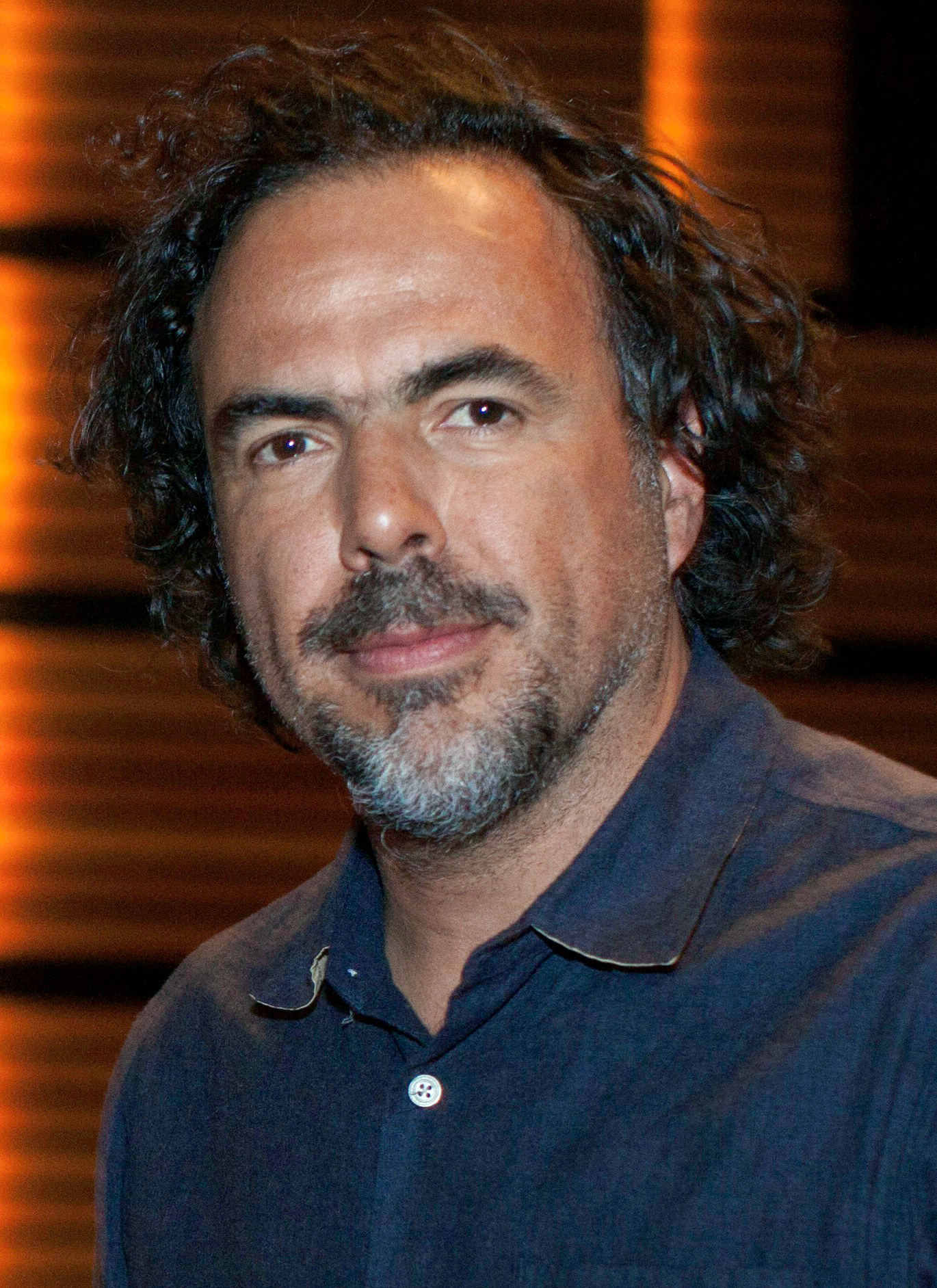
أليخاندرو غونزاليز إيناريتو، مخرج الفيلم.

بمجرد أن وافق أليخاندرو على إخراج الفيلم، بدأ في العمل مع سميث على إعادة كتابة السيناريو. في مقابلة مع كرياتيف سكرين رايتينغ، اعترف سميث أنه خلال هذه العملية، لم يكن متأكدًا مما إذا كان أليخاندرو سيكون قادرًا على تصوير بعض المشاهد التي كُتِبَت. يتذكر سميث، «كانت لديه بعض الأفكار وكنت أقول له، أليخاندرو، لا يمكننا تنفيذ هذا؛ هذا لن ينجح»، وكان يقول: «مارك، صدقني، يمكننا القيام بذلك. في النهاية، كان أليخاندرو على حق».
تم تعليق الفيلم في مارس 2012، حيث استأجرت شركة نيو ريجنسي أليخاندرو لإخراج نسخة جديدة من فيلم Flim-Flam Man، وهو عن كتاب جنيفر فوجيل الجديد عن والدها المجرم. كان شون بن أيضًا قيد النظر لأداء الدور الرئيسي في الفيلم. في ديسمبر 2012، أعلن أليخاندرو أن فيلمه التالي سيكون الرجل الطائر، وهو فيلم دراما-كوميدية عن ممثل لعب دور بطل خارق شهير، فاز حينها أليخاندرو بجائزة الأوسكار لأفضل مخرج وأفضل سيناريو أصلي عن العمل، كما فاز الفيلم أيضًا بجائزة أفضل فيلم. بدأ التصوير فيم الرجل الطائر في مارس 2013، وبالتالي تم تأجيل ذا ريفانينت؛ إذ كان من المقرر أن يبدأ أليخاندرو بإنتاج ذا ريفينانت بعد إنتهاء تصوير الرجل الطائر.
حصل الفيلم على ميزانية إنتاج بلغت 60 مليون دولار، بتمويل قدره 30 مليون دولار من نيو شركة ريجنسي. قام بريت راتنر، وهو رئيس شركة رات باك إنترتينمينت، بعمل مشروع مشترك بين شركة رات باك إنترتينمينت وشركة دان إنترتينمينت لتمويل الفيلم، تُعَد شركة رات باك إنترتينمينت هي الشريك التمويلي السابق لشركة توينتيث سينشوري فوكس. كان من المقرر أن تساهم شركة ووردفيو إنترتينمنت، وهي التي ساهمت أيضًا في تمويل فيلم الرجل الطائر، لكنها تراجعت في يوليو 2014 بسبب مغادرة رئيسها التنفيذي كريستوفر وودرو. اقتربت نيو ريجنسي من شركة توينتيث سينشوري فوكس للحصول على تمويل إضافي، لكن رفضت الشركة ذلك مستشهدة بعقود الدفع والتشغيل المبرمة لكل من الممثلين دي كابريو وتوم هاردي؛ إذ تطلبت العقود بدفع أجور الممثلين بغض النظر عما إذا كان الفيلم قد اكتمل. بعد فترة وجيزة، دخلت ميجان إليسون من شركة أنابورنا بيكتشرز في مفاوضات لتمويل الفيلم، قامت بعدها الشركة الصينية قوانغدونغ ألفا للرسوم المتحركة بتمويل الفيلم جزئيًا.

### التصوير
بدأ التصوير الرئيسي للفيلم في أكتوبر 2014. كان من المقرر أن تكون فترة الراحة من التصوير في ديسمبر لمدة أسبوعين، لكن تم تمديدها إلى ستة أسابيع، مما أجبر توم هاردي على الانسحاب من فيلمالفرقة الانتحارية. صوّر المخرج أليخاندرو الفيلم باستخدام الإضاءة الطبيعية، وفي فبراير 2015، صرح أليخاندرو أن الإنتاج سيستمر «حتى نهاية أبريل أو مايو، حيث يقوم الطاقم بالتصوير في مناطق بعيدة، وبحلول الوقت الذي نصل فيه إلى الموقع ونعود، نكون قد أمضينا 40٪ من اليوم.»
تم تصوير الفيلم جزئياً في أوروبا؛ إذ تم التصوير في ألايف، إيطاليا، مسقط رأس جد ليوناردو دي كابريو. تم تصوير مشاهد الشلال في شلالات كوتيناي بالقرب من ليبي، مونتانا. بينما كانت الخطة الأولية هي تصوير المشاهد الأخيرة في كندا، كان الطقس دافئًا جدًا في النهاية، مما دفع صانعي الفيلم إلى التصوير في مواقع بالقرب من نهر ريو أوليفيا على أطراف الأرجنتين لاغتنام فرصة تساقط الثلوج على الأرض لتصوير نهاية الفيلم.

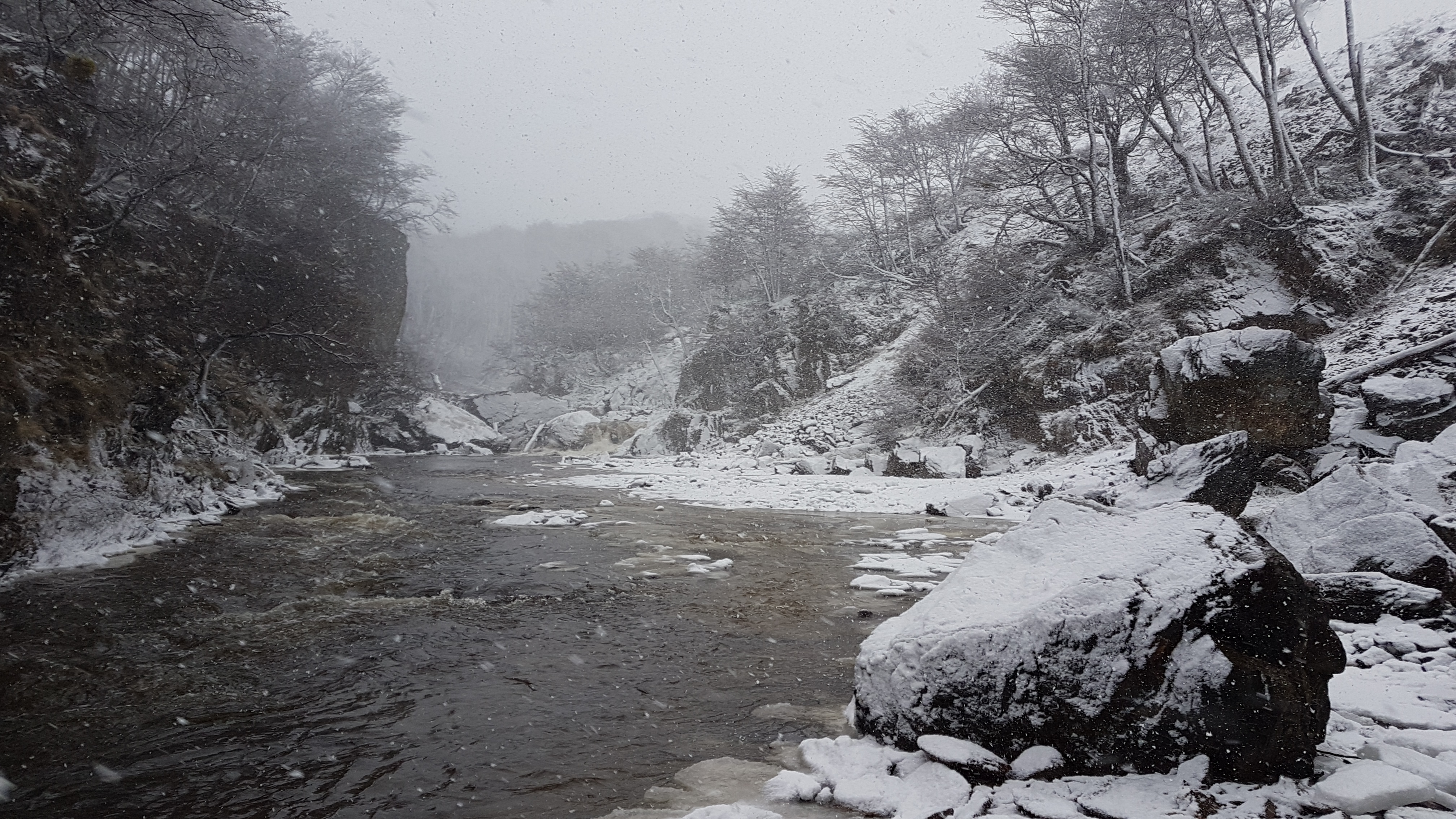
نهر ريو أوليفيا، محافظة تييرا ديل فويغو.

غالبًا ما اشتكى أفراد الطاقم من صعوبة التصوير والطقس هناك، مما أدى إلى استقالة العديد منهم أو طردهم، تم إحضار ماري بارينت كمنتجة، صرح أليخاندرو أن بعض أفراد الطاقم قد غادروا التصوير، موضحًا أنه «كمخرج، إذا تم تحديد كمانًا غير متناغم، فيجب أن يتم سحبه من الأوركسترا». قال دي كابريو حول تجربته في التصوير: «يمكنني ذكر 30 أو 40 حدثًا كانت من أصعب المشاهد التي اضطررت للقيام بها في حياتي، سواء كان ذلك بالدخول والخروج من الأنهار المتجمدة، أو النوم في جثث الحيوانات، أو ماذا أكلت أثناء التصوير. عانيت باستمرار من البرد القارس وانخفاض درجة حرارة.»
كان أليخاندرو قد صرح بأنه أراد في الأصل تصوير الفيلم بترتيب زمني متتالي، وهي عملية كان من شأنها أن تضيف 7 ملايين دولار إلى ميزانية إنتاج الفيلم. على الرغم من تصريح هاردي بأنه لا يمكن تصوير الفيلم بالترتيب الزمني بسبب الظروف الجوية، أكد أليخاندرو لاحقًا أن الفيلم قد تم تصويره بالتسلسل.
في يوليو 2015، ذُكِر أن ميزانية الفيلم قد تضخمت من 60 مليون دولار إلى 95 مليون دولار، وبحلول الوقت الذي انتهى فيه الإنتاج، وصلت الميزانية إلى 135 مليون دولار.

### المؤثرات البصرية
تم إنتاج المؤثرات البصرية للفيلم بشكل أساسي بواسطة إندستريال لايت آند ماجيك (ILM)، كما أنتجت شركات أخرى، مثل موفينغ بيكتشر كومباني (MPC) وسينسيت، مؤثرات بصرية للفيلم.

### الموسيقى التصويرية
تم تأليف الموسيقى التصويرية للفيلم من قبل الموسيقي الياباني ريويتشي ساكاموتو والموسيقي الألماني ألفا نوتو مع موسيقى إضافية من تأليف بريس ديزنر. تم تسجيل الموسيقى الرئيسية في مسرح موسيقى سياتل في سياتل، واشنطن، أدار ريويتشي ساكاموتو هذه الجلسات. تم أداء الجزء الخاص بموسيقى برايس ديسنر من قبل أوركسترا برلين المكونة والمعروفة باسم "s t a r g a z e" بقيادة أندريه دي ريدر. فازت موسيقى "Become Ocean" لجون لوثر آدامز والمُسجّلة مِن قِبَل سياتل سيمفوني بجائزة بوليتزر وجائزة غرامي. تم إصدار ألبوم مسار صوتي رقميًا في 25 ديسمبر 2015، وعلى قرص مضغوط في 8 يناير 2016. أصدرت شركة ميلان ريكوردز اسطوانات الفينيل للموسيقى التصويرية في أبريل 2016.
تم اعتبار الموسيقى التي سجلها ساكاموتو ونوتو غير مؤهلة لجائزة الأوسكار لأفضل نتيجة أصلية في حفل توزيع جوائز الأوسكار لعام 2016 حيث تم اعتبارها «تم تجميعها من موسيقى خاصة بأكثر من ملحن واحد».

### وثائقي
كان الفيلم مصحوبًا بفيلم وثائقي مدته 44 دقيقة بعنوان "A World Unseen"، يسلط الفيلم الضوء على عملية الإنتاج. تم إصدار الفيلم في 21 يناير 2016 على موقع يوتيوب؛ تاريخ وطريقة إصدار الفيلم الوثائقي جعلته غير مؤهل للحصول على جائزة الأوسكار لأفضل فيلم وثائقي (موضوع قصير).

## الإصدار
كان للفيلم إصدارًا محدودًا في الولايات المتحدة في 25 ديسمبر 2015، بما في ذلك لوس أنجلوس - مما جعله مؤهل لحفل توزيع جوائز الأوسكار الثامن والثمانون - قبل طرحه في جميع أنحاء البلاد في 8 يناير 2016. افتتح الفيلم في أستراليا في 7 يناير 2016 وفي المملكة المتحدة في 15 يناير 2016. في الفلبين، تم تحديد تاريخ إصدار الفيلم في 27 يناير 2016، لكنه تأخر في النهاية لمدة أسبوع حتى 3 فبراير 2016. على الرغم من أن الاستوديوهات اختارت في البداية على عدم عرض الفيلم في مسارح الصين إلا أن بعد فوز الفيلم بثلاثة جوائز في حفل توزيع جوائز الأوسكار الثامن والثمانين في 28 فبراير 2016 تم إطلاق الفيلم في الصين ولكن مع قص العديد منه، تم إصداره في 18 مارس 2016.

### الإصدار المنزلي
تم إصدار أقراص دي في دي وبلو راي وألترا اتش زي بلو راي في 12 أبريل 2016 في الولايات المتحدة. أدى افتتاح مبيعات الدي في دي إلى جانب طلبات البث عبر الإنترنت إلى وضع الفيلم في المرتبة الأولى في المبيعات على أمازون. تم التوزيع على محلات الإيجار الرئيسية في الولايات المتحدة في 17 مايو 2016.

### القرصنة
في 20 ديسمبر 2015، قبل أقل من أسبوع من إطلاقه، تم تحميل نسخ من فيلم العائد بالإضافة إلى عدة أفلام من المتنافسين على جائزة الأوسكار، بما في ذلك الحاقدون الثمانية وكريد والخروج من كومبتون، على عدة المواقع. ربط مكتب التحقيقات الفيدرالي القضية بالرئيس التنفيذي المشارك أندرو كوسوف من Alcon Entertainment. ادعى كوسوف أنه «لم ير أقراص الدي في دي هذه مطلقًا»، و«لم تمس يديه أبدًا.» في أكتوبر 2016، تم تغريم موظف سابق في شركة توينتيث سينشوري فوكس بمبلغ 1.12 مليون دولار في قضية منفصلة لتحميل فيلمي العائد والبينتس عبر الإنترنت.

## الاستقبال

### شباك التذاكر
حقق ذا ريفانينت إجمالي 183.6 مليون دولار في الولايات المتحدة وكندا و349.3 مليون دولار في دول أخرى ليصبح المجموع العالمي 533 مليون دولار، مقابل ميزانية إنتاج قدرها 135 مليون دولار. حسب ددلاين هوليوود صافي ربح الفيلم فكان 61.6 مليون دولار عند احتساب جميع النفقات والإيرادات معًا.
في أمريكا الشمالية، تم افتتاح الفيلم بإصدار محدود في 25 ديسمبر 2015، وخلال عطلة نهاية الأسبوع بلغ إجمالي أرباحه 474.560 دولارًا من أربعة مسارح في مدينة نيويورك ولوس أنجلوس (118.640 دولارًا لكل شاشة)، وانتهى بتاريخ الثالث والعشرين من الشهر مرحلة البيع لدي شباك التذاكر. كان ثاني أكبر متوسط للمسرح في عام 2015 بعد فيلم ستيف جوبز والذي عُرِض على أربع شاشات وبلغت أرباحه 130 ألف دولار، حصد الفيلم على إجمالي أرباح قُدِّرَت بـ1.6 مليون دولار من عرضه المحدود لمدة أسبوعين قبل أن يتوسع على نطاق واسع في 8 يناير 2016، عبر 3371 مسرح.
حقق الفيلم 2.3 مليون دولار من عروض الخميس من 2510 مسرح. في يوم الافتتاح، حصد الفيلم على 14.4 مليون دولار، ليحتل المرتبة الأولى في شباك التذاكر. حقق الفيلم 39.8 مليون دولار في عطلة نهاية الأسبوع الافتتاحي من 3375 مسرحًا، متجاوزًا التوقعات الأولية بنسبة 70٪، واحتلل المركز الثاني في شباك التذاكر خلف حرب النجوم: القوة تنهض (42.4 مليون دولار)، والتي كانت في نهاية الأسبوع الرابع من العرض. كان أكبر افتتاح للمخرج أليخاندرو على الإطلاق، ورابع أكبر افتتاح للممثل دي كابريو والممثل المساعد توم هاردي. لاحظ النقاد أن فيلم حرب النجوم كان لديه إيجابية، مع اعتبار أنه كان يُعرَض في 781 مسرحًا آخر، وأن حفلات يوم الأحد مناسبة للعائلة، ولأنه كان يتمتع بميزة العرض في جميع مسارح آيماكس في أمريكا الشمالية، ومع ذلك، فإن عرض ذا ريفانينت لُعِبَ بشكل متوازن للغاية في جميع أنحاء الولايات المتحدة وتفوق في الأداء في جميع الولايات باستثناء المنطقة الشمالية الشرقية. إصداره الواسع في عطلة نهاية الأسبوع هو من بين الافتتاحات الأعلى في شهر يناير. تصدّر الفيلم شباك التذاكر بشكل عام في خامس عطلة نهاية أسبوع له وثالث عطلة نهاية أسبوع في إصدار واسع بعد التنافس مع جولة مع شرطي 2 في عطلة نهاية الأسبوع الثانية. نال 16 مليون دولار في عطلة نهاية الأسبوع الثالث؛ إذ انخفض بنسبة 49.7٪ لكنه تصدرت في شباك التذاكر، على الرغم من العاصفة الثلجية التي غطت معظم الساحل الشرقي والتي قيل إنها أضرت بأداء العديد من الأفلام في شباك التذاكر. في عطلة نهاية الأسبوع التالية، تجاوزه فيلم الرسوم المتحركة كونغ فو باندا 3، وبالتالي تصدر شباك التذاكر في عطلة نهاية أسبوع واحدة. بعد الإعلان عن المرشحين لجوائز الأوسكار في 14 يناير، شهد ذا ريفانينت أكبر دفعة مشاهدين من بين جميع الأفلام، حيث قفزت الإيرادات من 54.1 مليون دولار إلى 170.5 مليون دولار، بزيادة قدرها + 215٪ حتى حفل الأوسكار في عطلة نهاية الأسبوع المنتهية في 28 فبراير.
خارج أمريكا الشمالية، حصل الفيلم على إصدار في 78 دولة. حقق 20.5 مليون دولار من 2407 شاشة في 18 سوقًا فقط، ليحتل المرتبة الأولى خلف حرب النجوم: القوة تنهض في شباك التذاكر الدولي، والأول بين الأفلام التي تم إصدارها حديثًا. في نهاية الأسبوع التالي، حصد أيضًا 32.3 مليون دولار من 25 سوقًا على 4849 شاشة. تصدّر الفيلم شباك التذاكر الدولي في عطلة نهاية الأسبوع الثالثة - في عطلة نهاية الأسبوع نفسها عندما تصدّر شباك التذاكر في الولايات المتحدة - متجاوزًا حرب النجوم بـ33.7 مليون دولار من 48 سوقًا. في المملكة المتحدة وأيرلندا، احتل المركز الأول بـ7.87 مليون دولار أو 5.2 مليون جنيه إسترليني (7.4 مليون دولار) من 589 مسرحًا وبقي في المركز الأول حتى تراجع في عطلة نهاية الأسبوع الثاني بنسبة 24٪ مع 3.86 مليون جنيه إسترليني (5.5 مليون دولار)، وأيضًا تراجع في عطلة نهاية الأسبوع الثالث. وبالمثل، في روسيا، تجاوزت الفيلم حرب النجوم ليحتل المركز الأول بـ7.5 مليون دولار من 1063 شاشة. في فرنسا، حقق الفيلم أكبر يوم افتتاح في باريس وثالث أعلى إيرادات لعطلة نهاية الأسبوع في عام 2016 بقيمة 8.2 مليون دولار. كما تم افتتاحه في المركز الأول في المكسيك (5.1 مليون دولار) وإسبانيا (4 ملايين دولار) وهولندا (1.3 مليون دولار) وبلجيكا (1.1 مليون دولار) والأرجنتين (955 ألف دولار) والسويد (914 ألف دولار) وكوريا الجنوبية والدنمارك والنرويج، وإسرائيل، ومصر، والبرتغال وعدة أسواق أخرى. ظهر لأول مرة في المرتبة الثانية خلف حرب النجوم في ألمانيا (4.6 مليون دولار) وأستراليا (2.9 مليون دولار)، وفي البرازيل (2.17 مليون دولار) خلف الوصايا العشر. يعتبر الفيلم واحد من أفضل عشرة افتتاحيات على الإطلاق لأفلام فوكس، بدون احتساب التضخم في كوريا الجنوبية؛ إذ حصد هناك في الاسبوع الافتتاحي مبلغ 5.7 مليون دولار، وصعد إلى أعلى شباك التذاكر لعطلة نهاية الأسبوع الثاني بمبلغ 3.22 مليون دولار، على الرغم من الطقس البارد الذي أثر على حضور المسرح مما أدى إلى أداء منخفض في شباك التذاكر. في روسيا، على الرغم من عدم حصوله على المركز الأول في اسبوعه الافتتاحي إلا أنه قد تصدر شباك التذاكر في عطلة نهاية الأسبوع الثاني مع 4.4 مليون دولار - أكثر من حرب النجوم - وصعد إلى القمة في عطلة نهاية الأسبوع الثالث مع 3.6 مليون دولار. في الصين، نال في يوم الافتتاح حوالي 11 مليون دولار من أكثر من 11000 شاشة، بما في ذلك 250 ألف دولار في مشاهدات منتصف الليل، و23 مليون دولار في يومين. في عطلة نهاية الأسبوع الافتتاحي، حقق الفيلم 31 مليون دولار إيرادات، وجاء في المركز الثاني بعد فيلم الرسوم المتحركة زوتوبيا. شملت عروض آيماكس من 278 شاشة على 2.3 مليون دولار. من حيث إجمالي الأرباح، فإن أكبر أسواق الفيلم خارج الولايات المتحدة وكندا هي الصين (58.6 مليون دولار)، والمملكة المتحدة (32.8 مليون دولار)، وألمانيا (28.7 مليون دولار)، وفرنسا (28.2 مليون دولار). افتتح الفيلم في اليابان في 23 مارس.

### الاستقبال النقدي
تلقى الفيلم مراجعات إيجابية من النقاد، حيث حصل على تقييم 81% على موقع الطماطم الفاسدة بناءً على 193 مراجعة نقدية، مع متوسط تقييم 7.9/10، حيث كان الإجماع النقدي للموقع: «بجماله الصارخ وبقسوته الشديدة، يستخدم العائد أداء دي كابريو المتفاني كوُقود لهذه الدراما المُشوقة التي تُقدم تحديات صعبة - وثِمار غنية». على موقع ميتاكريتيك حصل الفيلم على تقييم 77 من 100 بناءً على 48 مراجعة نقدية.

### الجوائز والترشيحات
| جائزة                                               | فئة                                 | المستلم(ين) والمرشح(ين)                                                      | النتيجة |
| --------------------------------------------------- | ----------------------------------- | ---------------------------------------------------------------------------- | ------- |
| جوائز الأوسكار                                      | أفضل فيلم                           |                                                                              | رُشِّح     |
| جوائز الأوسكار                                      | أفضل مخرج                           | أليخاندرو غونزاليز إيناريتو                                                  | فوز     |
| جوائز الأوسكار                                      | أفضل ممثل                           | ليوناردو دي كابريو                                                           | فوز     |
| جوائز الأوسكار                                      | أفضل ممثل مساعد                     | توم هاردي                                                                    | رُشِّح     |
| جوائز الأوسكار                                      | أفضل تصوير سينمائي                  | ايمانويل لوبزكي                                                              | فوز     |
| جوائز الأوسكار                                      | أفضل تصميم أزياء                    | جاكلين ويست                                                                  | رُشِّح     |
| جوائز الأوسكار                                      | أفضل مونتاج صوتي                    | مارتن هيرنانديز ولون بندر                                                    | رُشِّح     |
| جوائز الأوسكار                                      | أفضل خلط أصوات                      | جون تايلور وفرانك مونتانيو وراندي ثوم وكريس دوستراديسك                       | رُشِّح     |
| جوائز الأوسكار                                      | أفضل مونتاج                         | ستيفن ميريون                                                                 | رُشِّح     |
| جوائز الأوسكار                                      | أفضل تأثيرات بصرية                  |                                                                              | رُشِّح     |
| جوائز الأوسكار                                      | أفضل مكياج وتصفيف شعر               | شون غريغ ودنكن جرمان وروبرت بانديني                                          | رُشِّح     |
| جوائز الأوسكار                                      | أفضل تصميم إنتاج                    | جاك فيسك وهاميش بوردي                                                        | رُشِّح     |
| جوائز الغولدن غلوب                                  | جائزة غولدن غلوب لأفضل فيلم - دراما |                                                                              | فوز     |
| جوائز الغولدن غلوب                                  | أفضل مخرج                           | أليخاندرو غونزاليز إيناريتو                                                  | فوز     |
| جوائز الغولدن غلوب                                  | أفضل ممثل - فيلم دراما              | ليوناردو دي كابريو                                                           | فوز     |
| جوائز الغولدن غلوب                                  | أفضل موسيقى تصويرية                 | ريويتشي ساكاموتو وكارستن نيكولاي                                             | رُشِّح     |
| جوائز نقابة المخرجين الأمريكيين                     | أفضل إخراج - فيلم سينمائي           | أليخاندرو غونزاليز إيناريتو                                                  | فوز     |
| جوائز نقابة المنتجين الأمريكية                      | أفضل فيلم سينمائي                   | أليخاندرو غونزاليز إيناريتو وستيف غولن وكيث ريدمون وأرنون ميلتشن وماري بيرنت | رُشِّح     |
| جوائز الأكاديمية البريطانية للأفلام                 | أفضل فيلم                           | أليخاندرو غونزاليز إيناريتو وستيف غولن وكيث ريدمون وأرنون ميلتشن وماري بيرنت | فوز     |
| جوائز الأكاديمية البريطانية للأفلام                 | أفضل إخراج                          | أليخاندرو غونزاليز إيناريتو                                                  | فوز     |
| جوائز الأكاديمية البريطانية للأفلام                 | أفضل ممثل في دور رئيسي              | ليوناردو دي كابريو                                                           | فوز     |
| جوائز الأكاديمية البريطانية للأفلام                 | أفضل موسيقى تصويرية                 | ريويتشي ساكاموتو وكارستن نيكولاي                                             | رُشِّح     |
| جوائز الأكاديمية البريطانية للأفلام                 | أفضل تصوير سينمائي                  | ايمانويل لوبزكي                                                              | فوز     |
| جوائز الأكاديمية البريطانية للأفلام                 | أفضل مونتاج                         | ستيفن ميريون                                                                 | رُشِّح     |
| جوائز الأكاديمية البريطانية للأفلام                 | أفضل مكياج                          |                                                                              | رُشِّح     |
| جوائز الأكاديمية البريطانية للأفلام                 | أفضل اصوات                          |                                                                              | فوز     |
| جوائز الأكاديمية الأسترالية لفنون الفيلم والتلفزيون | أفضل فيلم                           |                                                                              | رُشِّح     |
| جوائز الأكاديمية الأسترالية لفنون الفيلم والتلفزيون | افضل إخراج                          | أليخاندرو غونزاليز إيناريتو                                                  | فوز     |
| جوائز الأكاديمية الأسترالية لفنون الفيلم والتلفزيون | أفضل ممثل                           | ليوناردو دي كابريو                                                           | فوز     |
| جوائز نقابة ممثلي الشاشة                            | أفضل أداء لممثل في دور رئيسي        | ليوناردو دي كابريو                                                           | فوز     |
| جوائز ستالايت                                       | أفضل فيلم                           |                                                                              | رُشِّح     |
| جوائز ستالايت                                       | أفضل مخرج                           | أليخاندرو غونزاليز إيناريتو                                                  | رُشِّح     |
| جوائز ستالايت                                       | أفضل ممثل                           | ليوناردو دي كابريو                                                           | فوز     |
| جوائز ستالايت                                       | أفضل تصوير سينمائي                  | ايمانويل لوبزكي                                                              | رُشِّح     |
| جوائز ستالايت                                       | أفضل نص مقتبس                       | أليخاندرو غونزاليز إيناريتو ومارك إل سميث                                    | رُشِّح     |
| جوائز اختيار النقاد للأفلام                         | أفضل فيلم                           |                                                                              | رُشِّح     |
| جوائز اختيار النقاد للأفلام                         | أفضل مخرج                           | أليخاندرو غونزاليز إيناريتو                                                  | رُشِّح     |
| جوائز اختيار النقاد للأفلام                         | أفضل ممثل                           | ليوناردو دي كابريو                                                           | فوز     |
| جوائز اختيار النقاد للأفلام                         | أفضل ممثل مساعد                     | توم هاردي                                                                    | رُشِّح     |
| جوائز اختيار النقاد للأفلام                         | أفضل تصوير سينمائي                  | ايمانويل لوبزكي                                                              | فوز     |
| جوائز اختيار النقاد للأفلام                         | أفضل مونتاج                         | ستيفن ميريون                                                                 | رُشِّح     |
| جوائز اختيار النقاد للأفلام                         | أفضل مكياج                          |                                                                              | رُشِّح     |
| جوائز اختيار النقاد للأفلام                         | أفضل موسيقى تصويرية                 | ريويتشي ساكاموتو وكارستن نيكولاي                                             | رُشِّح     |
| جوائز اختيار النقاد للأفلام                         | لأفضل تأثيرات بصرية                 |                                                                              | رُشِّح     |

### الميزانية والإيرادات
بلغت ميزانية الفيلم حوالي 135 مليون دولار، في حين بلغت إيراداته في افتتاحيته في صالات قرابة الأربعين مليون دولار، وبلغت إيراداته المحلية حتى الآن أكثر من 183 مليون، فيما وصلت الإيرادت الإجمالية إلى 526,493,034 مليون دولار بعد قرابة خمسة أشهر من عرض الفيلم في جميع أنحاء العالم.

## وصلات خارجية
- الموقع الرسمي
- مقالات تستعمل روابط فنية بلا صلة مع ويكي بيانات

لا توجد روابط لمواقع التواصل الاجتماعي.